# Белджида
Белджида, Бельхіда (валенс. Bèlgida (офіційна назва), ісп. Bélgida) — муніципалітет в Іспанії, у складі автономної спільноти Валенсія, у провінції Валенсія. Населення — 728 осіб (2010).

## Географія
Муніципалітет розташований на відстані близько 330 км на південний схід від Мадрида, 70 км на південь від Валенсії.

## Демографія
Динаміка населення (INE ):

## Галерея зображень

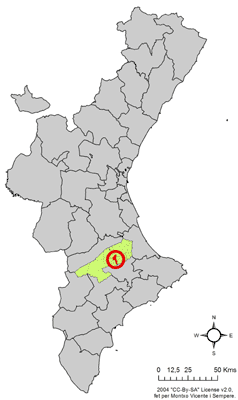
Розташування муніципалітету Белджида у автономній спільноті Валенсія
Розташування муніципалітету Белджида у комарці Вальє-де-Альбайда